# Thomas Schultze-Westrum
Thomas Schultze-Westrum (* 15. April 1937 in Berlin; † 7. Januar 2022 in Prinos, Thasos) war ein deutscher Zoologe, Ethnologe, Verhaltensforscher und Tierfilmer. Ferner war er Sammler und Händler traditioneller Kunst aus Papua-Neuguinea.

## Leben
Schultze-Westrum war der Sohn der Schauspielerin Edith Schultze-Westrum und des deutschen Regisseurs Paul Verhoeven. Er besuchte ab 1951 das Internat und die Schule der Benediktinerabtei Ettal, wo er 1956 das Abitur machte. 1957 machte er als Student im ersten Semester seine erste Forschungsreise nach Griechenland und ab 1959 betrieb er Feldstudien in Neuguinea. 1965 wurde er mit der Dissertation Innerartliche Verständigung durch Düfte beim Gleitbeutler Petaurus breviceps papuanus Thomas (Marsupialia, Phalangeridae) zum Doktor an der Universität München promoviert. 1972 veröffentlichte Schultze-Westrum das Buch Neuguinea: Papua – Urwelt im Aufbruch und 1974 das Werk Biologie des Friedens. 1979 gründete er die IUCN-Arbeitsgruppe Conservation and Traditional Life Styles, aus der 1981 die interdisziplinäre Projektgruppe Ecoculture hervorging. Daneben arbeitete er als Naturschutzberater für die Europäische Union, die IUCN, die OECD, den WWF und für mehrere andere Initiativen und Nichtregierungsorganisationen. Schultze-Westrum drehte rund 75 Reportagen und Dokumentationen, die im deutschen Fernsehen und internationalen TV-Netzwerken ausgestrahlt wurden, insbesondere ökologische Porträts mit dem Schwerpunkt auf die Integration von traditionell lebenden Menschen in Naturschutzprojekte. 1976/77 drehte er für das ZDF den Dokumentarfilm Die Küste der Mönchsrobben, der in elf Ländern gezeigt wurde und großen Einfluss bei der Schaffung des Meeresnationalparks von Alonnisos und den Nördlichen Sporaden hatte. Ab den späten 1970er-Jahren drehte er umfassende Dokumentationen über die griechische Tierwelt, die über 20 Jahre lang im griechischen Fernsehen gezeigt wurden. Ein weiterer Schwerpunkt für die filmische Tätigkeit von Schultze-Westrum war das Sultanat Oman. Sein Film The Green Desert von 1988 über das traditionelle Wassermanagement in Oman wurde vom Television Trust for the Environment (TVE) in 44 Länder vertrieben. Nach seinem Ausscheiden aus dem Fernsehgeschäft Ende 2002 kehrte Schultze-Westrum zu einem alten Forschungsprojekt zurück, das er zu Beginn zu der 1970er Jahre aufgegeben hatte. Er studierte die Populationsphysiologie des Kurzkopfgleitbeutlers (Petaurus breviceps papuanus) und verwandter Arten, die Entwicklung des Gemeinschaftsverhaltens und der kulturellen Vielfalt sowie die Entwicklung der Kunststile der Ethnien in der Provinz Gulf von Papua-Neuguinea. Thomas Schultze-Westrum lebte bis zu seinem Tod im Januar 2022 im Bergdorf Prinos auf der Insel Thasos in der nördlichen Ägäis.

## Filmografie (Auswahl)
- Naturparadies Griechenland, 1976
- Die Küste der Mönchsrobben, 1977
- Entdeckungen in Europa: Urwelt Sardinien, 1978
- Thisavroi tis ellinikis fysis, 1988 (griechische Dokumentarserie)
- The Green Desert (deutsch: Der Schatz des Suleiman), 1988
- Terra X: Im Kielwasser Sindbads, 1988
- Haustiere mit Vergangenheit: Die Ziege, 1988
- Haustiere mit Vergangenheit: Das Schaf, 1988
- Haustiere mit Vergangenheit: Das Schwein, 1989
- Haustiere mit Vergangenheit: Das Geflügel, 1989
- Haustiere mit Vergangenheit: Das Pferd, 1989
- The Sultan’s Sanctuary, 1990
- Die Zerstörung einer Flußlandschaft: Der Acheloos – Eine griechische Tragödie, 1993
- Odyssee für eine Robbe, 1993
- Das Rind, 1998
- Wunderbare Welt – Im Bann des schwarzen Drachen, 1999
- The Wind of Plenty, 1999
- Das Erbe der Wikinger – Die Färöer, 2001
- Die Heimkehr der Söhne – Eine albanische Odyssee, 2001
- Waigeo – Insel der Magier, 2003